# Campbell (Minnesota)
Campbell és una població dels Estats Units a l'estat de Minnesota. Segons el cens del 2000 tenia 241 habitants.

## Demografia
Segons el cens del 2000, Campbell tenia 241 habitants, 95 habitatges, i 60 famílies. La densitat de població era de 387,7 habitants per km².
Dels 95 habitatges en un 32,6% hi vivien nens de menys de 18 anys, en un 50,5% hi vivien parelles casades, en un 8,4% dones solteres, i en un 36,8% no eren unitats familiars. En el 30,5% dels habitatges hi vivien persones soles el 10,5% de les quals corresponia a persones de 65 anys o més que vivien soles. El nombre mitjà de persones vivint en cada habitatge era de 2,54 i el nombre mitjà de persones que vivien en cada família era de 3,28.
Per edats la població es repartia de la següent manera: un 31,1% tenia menys de 18 anys, un 7,1% entre 18 i 24, un 27% entre 25 i 44, un 23,2% de 45 a 60 i un 11,6% 65 anys o més.
L'edat mediana era de 36 anys. Per cada 100 dones de 18 o més anys hi havia 102,4 homes.
La renda mediana per habitatge era de 31.458 $ i la renda mediana per família de 37.500 $. Els homes tenien una renda mediana de 27.083 $ mentre que les dones 16.250 $. La renda per capita de la població era de 15.128 $. Entorn del 9,7% de les famílies i el 14,2% de la població estaven per davall del llindar de pobresa.

## Poblacions més properes
El següent diagrama mostra les poblacions més properes.